# Alessandro Del Piero
Alessandro Del Piero (pronunciación en italiano alesˈsandro del ˈpjɛːro; Conegliano, Véneto, 9 de noviembre de 1974) es un exfutbolista italiano activo entre los años 1990 y 2014. Se desempeñaba en la posición de delantero. Un delantero de apoyo técnicamente dotado y creativo que también era un especialista en tiros libres, Del Piero es ampliamente considerado como uno de los mejores jugadores de su generación y como uno de los mejores jugadores italianos de todos los tiempos. Ganó el premio al Futbolista Italiano del Año de la Serie A en 1998 y 2008 y recibió múltiples nominaciones para el Balón de Oro y el Jugador Mundial del Año de la FIFA.
Comenzó su carrera deportiva en el equipo juvenil del Calcio Padova, club al que llegó en 1988 y con el que debutó como profesional tres años más tarde. Tras permanecer durante dos temporadas en el club patavino fue transferido a la Juventus F. C. en 1993, donde permaneció hasta 2012. Con el club turinés obtuvo doce títulos a nivel nacional (seis Serie A, una Serie B, una Copa Italia, cuatro Supercopas de Italia) y cuatro a nivel internacional (una Liga de Campeones de la UEFA, una Supercopa de la UEFA, una Copa Intercontinental y una Copa Intertoto de la UEFA).
Goleador prolífico, actualmente es el segundo máximo goleador italiano de todos los tiempos en todas las competiciones, con 346 goles, solo por detrás de Silvio Piola, con 390 goles; posee el récord de ser el futbolista con la mayor cantidad de encuentros disputados y más goles anotados con la camiseta de la Juventus, y se ubica noveno en el historial de goleadores de la Serie A con 188 goles y duodécimo de la Liga de Campeones de la UEFA con 44 anotaciones. En septiembre de 2012 fue fichado por el Sydney Football Club por dos temporadas. Su último equipo fue el Delhi Dynamos, con el que se retiró en 2014.
Con la selección de fútbol de Italia participó en cuatro Eurocopas y en tres ediciones de la Copa Mundial de Fútbol, siendo su mejor resultado el campeonato obtenido en la Copa Mundial de Fútbol de 2006 luego de superar por 5-3 en tanda de penaltis a la selección de Francia en la final. Del Piero anotó 27 goles en 91 partidos, por lo que se ubica quinto en el historial de goleadores de la selección italiana, también es el undécimo jugador con más partidos internacionales de su país de todos los tiempos. En 2000 fue reconocido como el futbolista mejor pagado del mundo.
Fue incluido durante tres años consecutivos (1995-1996, 1996-1997, 1997-1998) en el equipo del año según European Sports Media, mientras que la Association of Football Statisticians, en la clasificación de los mejores futbolistas de todos los tiempos, lo incluyó en el puesto 60. En 2004 fue incluido en la lista de Futbolistas FIFA 100 elaborada por el exfutbolista Pelé a petición de la FIFA. En el mismo año, también fue votado en la Encuesta del Jubileo de Oro de la UEFA, una lista de los 50 mejores jugadores europeos de los últimos 50 años. Asimismo ha obtenido diversos títulos individuales como el Premio Golden Foot, el Trofeo Bravo y el Pallone d'Argento entre otros. En 2017 fue incluido en el Salón de la Fama del Fútbol Italiano.

## Biografía

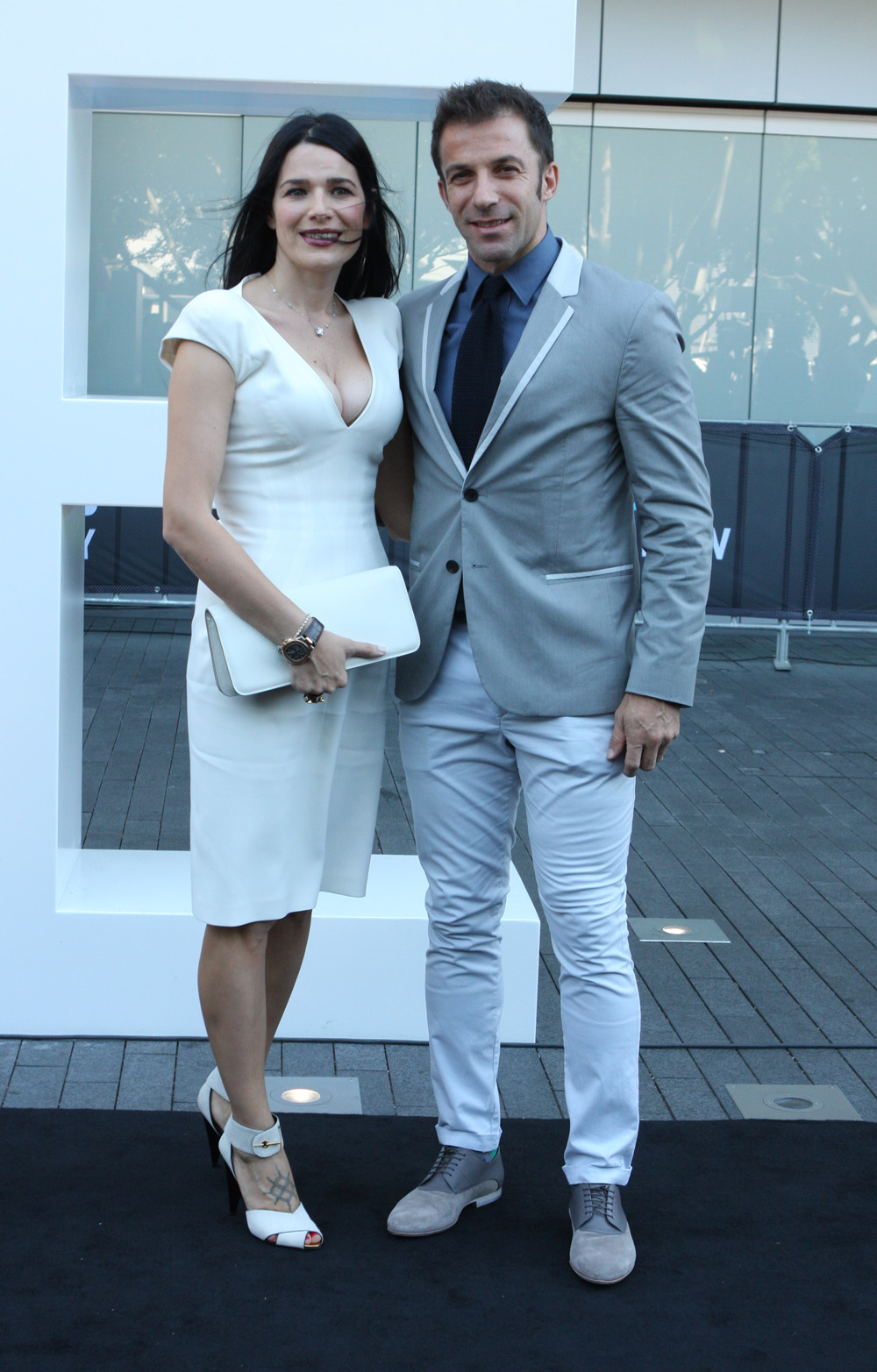
Alessandro junto con su esposa Sonia en la entrega de los ARIA Music Awards de 2013 en Sídney.

Alessandro nació en Conegliano el 9 de noviembre de 1974. Es hijo de Gino, un electricista, y Bruna, un ama de llaves. Tiene dos hermanos, el mayor, Stefano, fue futbolista profesional durante un breve tiempo con la Unione Calcio Sampdoria, pero sufrió una grave lesión y tuvo que retirarse del fútbol, siendo actualmente su representante; y una hermana adoptiva de nacionalidad rumana llamada Beatrice. Pasó toda su infancia en la casa de su familia en San Vendemiano (Provincia de Treviso). Jugaba al fútbol en el patio trasero de su casa con dos amigos, Nelso y Pierpaolo.
Desde muy joven soñó con recorrer el mundo y como no tenía dinero para viajar consideró ser conductor de camiones para conocer otros lugares. A pesar de haber estar dedicado al fútbol durante tanto tiempo, tiene un diploma en Contabilidad. Después de cinco años de noviazgo con Sonia Amoruso, se casaron en secreto el 12 de junio de 2005, en la pequeña parroquia de Mongreno, Turín. La ceremonia fue realizada por el párroco Luigi Ciotti, fundador y presidente del Grupo de Abel, una asociación voluntaria de Turín.
Su primer hijo, Tobías, nació el 22 de octubre de 2007 en la clínica Sant'Anna de la ciudad de Turín. El 4 de mayo de 2009, nació su segunda hija a la que llamó Dorotea. El 27 de diciembre de 2010, nació su tercer hijo al que nombró Sasha. Fuera del mundo del fútbol y de manera regular practica golf, tenis y baloncesto. Es fanático y amigo personal del ex-base canadiense Steve Nash, y del exvocalista de la banda Oasis, Noel Gallagher. En el año 2005, apareció en el videoclip Lord Don't Slow Me Down, autografiando su camiseta y entregándosela a los miembros de la banda.
En 2006, con ocasión de los Juegos Olímpicos de Invierno de Turín, fue uno de los relevistas que portó la antorcha olímpica. En el año 2007 apareció junto con otros futbolistas en la película L'allenatore nel pallone 2. En 2013 fundó, junto con Patrick Dempsey el equipo automovilístico Dempsey/Del Piero Racing, que debutó ese mismo año en las 24 Horas de Le Mans y en el American Le Mans Series. En 2014 participó en un episodio de la serie australiana Bondi Rescue, y en ese mismo año fue nombrado embajador mundial de la Copa Asiática 2015. También fue comentarista de televisión para Sky Sports durante la Copa Mundial de Fútbol de 2014.

## Trayectoria

### Clubes

#### Calcio Padova
Comenzó a practicar fútbol en el campo de la Parroquia de Saccon, donde entrenaba por la noche gracias a un pequeño sistema de electricidad que había sido construido por su padre. Luego pasó al equipo de su ciudad natal, la Associazione Calcio San Vendemiano desempeñándose como guardameta, ya que su madre pensaba que de esa manera era más probable que no saliera lastimado. Sin embargo, su hermano Stefano le dijo que era bueno para el ataque y cambió de posición.
Mientras militaba en el San Vendemiano, el sacerdote del pueblo (también presidente del equipo) conversó con algunos dirigentes del Calcio Padova, inicialmente en vano ya que existía preocupación debido a la contextura delgada de Alex. No obstante, en 1992 fue adquirido por el equipo patavino y fue inscrito en el equipo juvenil. A los 16 años de edad consiguió su primera oportunidad en el fútbol profesional y debutó en la Serie B bajo la dirección técnica de Mauro Sandreani. En la temporada siguiente disputó diez encuentros y anotó su primer gol en la victoria del Padova sobre el Ternana Calcio por 5-0.

#### Juventus de Turín

##### El debut en la Serie A
En el verano de 1993, gracias a las gestiones de Giampiero Boniperti fue transferido a la Juventus de Turín por cinco mil millones de liras italianas, firmando un contrato por 150 millones de liras por temporada más premios, después de haber sido rechazado por la Associazione Calcio Milan, cumpliendo así el sueño de Alessandro de querer pertenecer a la sociedad turinesa. A pesar de que Giovanni Trapattoni lo promovió enseguida al primer equipo, fue transferido al equipo juvenil dirigido en ese entonces por Antonello Cuccureddu, convirtiéndose en seguida en el líder del equipo. Junto con Fabrizio Cammarata, Christian Manfredini, Lorenzo Squizzi y Jonatan Binotto condujo al club a la conquista del Torneo de Viareggio y el título del Campeonato Primavera.
Su presentación oficial en la Serie A se produjo el 12 de septiembre de 1993 en un encuentro ante la Unione Sportiva Foggia que finalizó con marcador de 1-1, ingresando en sustitución de Fabrizio Ravanelli en el minuto 74. Tres días más tarde hizo su estreno en las competiciones europeas, enfrentando al Lokomotiv de Moscú en los treintaidosavos de final de la Copa de la UEFA 1993-94. El 19 de septiembre, una semana después de su debut en el campeonato y un minuto después de haber ingresado al campo de juego, anotó su primer gol con la camiseta bianconera en la victoria por 4-0 sobre el Reggina Calcio. Al término de aquella primera temporada en la Juventus, alternó entre el equipo juvenil y el primer equipo, con el cual disputó catorce encuentros y marcó cinco goles, incluyendo una tripleta ante el Parma Football Club.

##### La consagración

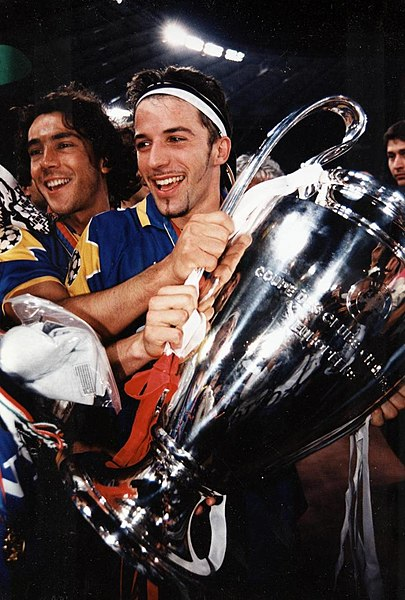
Del Piero con el trofeo de la Liga de Campeones de la UEFA 1995-96

Al año siguiente, Marcello Lippi asumió la dirección técnica de la Juventus y Alessandro recibió una oferta del Parma con la intención de que adquiriera más minutos de juego, pero finalmente se quedó en la Juve con un plantel integrado por futbolistas como Roberto Baggio, Gianluca Vialli y Fabrizio Ravanelli. Vialli y Baggio eran los delanteros titulares indiscutibles pero después de que Baggio sufriera una lesión, Lippi optó por alinear de titular a Del Piero, convirtiéndose en pieza importante para la obtención de los títulos de la liga tras sumar setenta y tres puntos, producto de veintitrés victorias, cuatro empates y siete derrotas, y la Copa Italia tras vencer por marcador global de 3-0 al Parma. En la Copa de la UEFA disputó once encuentros y anotó un gol en el encuentro de vuelta de los cuartos de final ante el Eintracht Fráncfort de Alemania.
En la temporada 1995-96, la Juventus decidió confiar mucho más en Del Piero y traspasó a Roberto Baggio, aunque esta decisión causó recelo entre los aficionados y la prensa sobre el riesgo de apostar todo en un futbolista que todavía tenía mucho que demostrar. De esta manera Alessandro con 20 años de edad y con el dorsal número 10, condujo a su equipo a la obtención de la Liga de Campeones de la UEFA 1995-96 luego de derrotar en la final al Ajax de Ámsterdam de los Países Bajos por marcador de 4-1 en definición por penales; en esta competición disputó once encuentros y marcó seis goles (cinco en la fase de grupos y uno en la segunda fase ante el Real Madrid), convirtiéndose en el segundo máximo goleador del torneo. En esta misma temporada consiguió su primera Supercopa de Italia tras derrotar al Parma por 1-0 en el Stadio delle Alpi de la ciudad de Turín.
Comenzó la temporada siguiente anotando un gol en la victoria por 1-2 sobre el Perugia Calcio en la tercera jornada de la Serie A. Luego marcó dos dobletes consecutivos ante el Udinese Calcio y el ChievoVerona en la décima y trigésima fecha del campeonato respectivamente. En total anotó ocho goles en veintidós encuentros, logrando su segundo título de liga al finalizar en la primera posición con sesenta y cinco puntos. El 26 de noviembre, en el Estadio Olímpico de Tokio el equipo bianconero obtuvo su segunda Copa Intercontinental de la historia al vencer 1-0 a River Plate de Argentina gracias a una anotación conseguida por Del Piero a falta de nueve minutos para la finalización del encuentro. Entre enero y febrero de 1997, la Juventus se enfrentó al Paris Saint-Germain por la Supercopa de la UEFA derrotándolo en encuentros de ida y vuelta por marcador global de 9-2 con Alessandro de titular en ambos encuentros y anotando dos goles.
En la primera fase de la Liga de Campeones de la UEFA 1996-97 disputó cinco encuentros y marcó tres goles (dos ante el Rapid Viena de Austria y uno ante el Manchester United de Inglaterra), logrando disputar su segunda final consecutiva en la Liga de Campeones, anotando un gol de tacón, aunque finalmente el encuentro terminó con marcador de 3-1 a favor del Borussia Dortmund de Alemania. En la temporada 1997-98, la Juventus revalidó el título obtenido en la campaña anterior en la Serie A gracias a veintiún victorias, once empates y dos derrotas. Además también conquistó la Supercopa de Italia venciendo por 3-0 al Vicenza Calcio. Durante esa misma temporada disputó treinta y dos encuentros y anotó veintiún goles en el campeonato italiano, así mismo marcó un gol más ante la Unione Sportiva Lecce en los octavos de final de la Copa Italia. En mayo de 1998, disputó por tercera ocasión consecutiva la final de la Liga de Campeones de la UEFA, esta vez ante el Real Madrid que finalmente venció por 1-0, y tuvo que conformarse con ser el máximo goleador del campeonato con diez anotaciones.

##### Los años difíciles
Inició la campaña 1998-99 anotando un gol en la Supercopa de Italia ante la Società Sportiva Lazio, aunque no le fue suficiente a la Juventus para hacerse con el trofeo. Seguidamente marcó dos tantos más, uno en el empate 1-1 ante el Vicenza Calcio, y otro en la victoria por 1-0 en el derbi de Italia contra el Inter de Milán. El 8 de noviembre de 1998, un día antes de su cumpleaños, al minuto 92 del encuentro entre el Udinese Calcio y la Juventus, sufrió una grave fractura en la rodilla izquierda, lesionándose los ligamentos cruzados anteriores y posteriores, lo que le obligó a ser intervenido quirúrgicamente en los Estados Unidos y a permanecer de baja durante un período de nueve meses. El 29 de junio de 1999 después de una larga y difícil negociación de su contrato y derechos de explotación de su imagen, firmó la renovación de su contrato con una prórroga hasta el año 2004 y un ajuste económico que aumentó a diez mil millones de liras contra los 3,5 que ganaba antes.

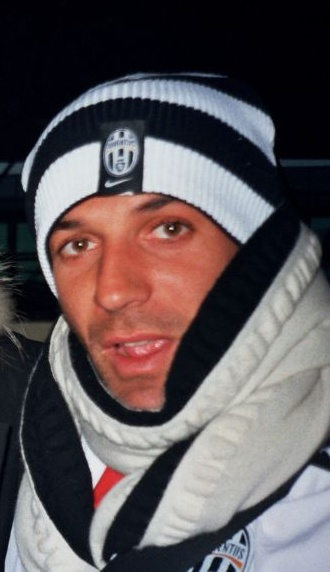
Alessandro en la temporada 2000-01

Regresó a la competición en la temporada siguiente y bajo el mando de Carlo Ancelotti en reemplazo de Marcello Lippi, su primer encuentro lo disputó el 4 de agosto de 1999 en la ciudad de Cesena, en la victoria por 5-1 sobre el Rostov de Rusia en las semifinales de la Copa Intertoto de la UEFA. Saludado con una inmensa ovación, ingresó en el minuto 55 en reemplazo del yugoslavo Darko Kovačević; un cuarto de hora más tarde asistió a Filippo Inzaghi para que anotara el cuarto gol y unos minutos después marcó su primer gol oficial luego de su lesión. En la final del torneo ante el Stade Rennais de Francia, dio cuatro asistencias de gol, dos en el encuentro de ida (victoria 2-0) y dos en el encuentro de vuelta (empate 2-2), incidiendo fuertemente en la consecución del título.
Durante la temporada no mostró el mismo nivel al que estaba acostumbrado, logró anotar solo nueve goles en treinta y cuatro encuentros de la liga, de los cuales ocho fueron de penal. Debido a esto el técnico Ancelotti constantemente recibió duras críticas por su insistencia en hacerlo jugar. Entretanto, en la copa nacional disputó dos encuentros y marcó un gol, siendo eliminados en los cuartos de final por la S. S. Lazio por marcador global de 4-2. El 30 de septiembre de 2000, anotó un gol en la victoria de su equipo sobre el Napoli por 2-1 en la primera jornada de la temporada 2000-01, aunque estuvo ausente durante unos meses debido a diversos problemas musculares. En un encuentro disputado el 8 de febrero de 2001 entre la Associazione Sportiva Bari y la Juventus, anotó un gol que le dedicó a su padre, que había fallecido pocos días antes, al final de la temporada anotó nueve goles en veinticinco encuentros, obteniendo el subcampeonato del torneo.

##### El retorno de Lippi y el renacimiento
Fue justo bajo la conducción de Marcello Lippi que se vio el mejor nivel de Alex. Comenzó la temporada 2001-02 anotando dos goles en la primera jornada en la victoria por 4-0 sobre el Unione Venezia y alcanzando la cifra de 100 tantos con la camiseta bianconera. El 31 de octubre de 2001, en el último encuentro por la fase de grupos de la Liga de Campeones de la UEFA marcó un gol al minuto 27 del primer tiempo, superando el récord de más anotaciones en competiciones europeas para un futbolista de la Juventus que le perteneciera anteriormente a Roberto Bettega. El 5 de mayo de 2002, en la última jornada del campeonato nacional gracias a la derrota del Inter de Milán por 4-2 ante la S. S. Lazio y la victoria de la Juventus por 0-2 sobre el Udinese Calcio alcanzó su cuarto título de Serie A, contribuyendo con dieciséis anotaciones y una gran cantidad de asistencias a su compañero de equipo David Trezeguet.
En aquella temporada la pareja de ataque formada por Del Piero y Trézéguet registró el récord más productivo de Europa con cuarenta goles entre ambos. Los veinticuatro goles marcados por el franco-argentino le valieron la supremacía en la clasificación de goleadores y el premio al Futbolista Extranjero del Año en la Serie A. En la temporada 2002-03 se destacó aún más anotando veintitrés goles entre todas las competiciones en las que participó, muchos de ellos decisivos. El inicio de la campaña fue extremadamente prolífica, marcando diez tantos en seis encuentros; dos de ellos en la victoria sobre el Parma F. C. por 2-1 en la Supercopa de Italia, dos en la segunda jornada ante el Atalanta B. C., dos más ante el Empoli F. C. en la tercera fecha, uno al Dinamo de Kiev, uno más ante el Parma y otros dos al Newcastle United por la fase de grupos de la Liga de Campeones 2002-03. El 26 de enero de 2003, dos días después del fallecimiento de Gianni Agnelli le dedicó un gol de antología tras desviar con el taco un centro de Gianluca Zambrotta.
En el choque directo ante su principal rival por la lucha del título de la liga, dio dos asistencias de gol a Marco Di Vaio y a Lilian Thuram para vencer al A. C. Milan por 2-1. En el encuentro ante el Brescia, ganado por 2-1 marcó su gol #100 en la Serie A. Mientras que en la Liga de Campeones anotó cinco goles, el más importante de ellos fue el marcado ante el Real Madrid en el encuentro de vuelta de las semifinales, consiguiendo de esta manera el pase a la final del torneo donde serían derrotados por el Milan en tanda de penales por 2-3. También tuvo un buen inicio durante la temporada 2003-04, consiguiendo el título de la Supercopa de Italia tras vencer al A. C. Milan por 5-3 en el Giants Stadium de la ciudad de Nueva York, El 18 de diciembre de 2003, con el tanto marcado ante el A. C. Siena llegó a los 150 goles anotados con la camiseta bianconera, y un mes más tarde ante el mismo rival marcó su cuarto triplete en su carrera.

##### Los conflictos internos con Capello y el escándalo de Calciopoli

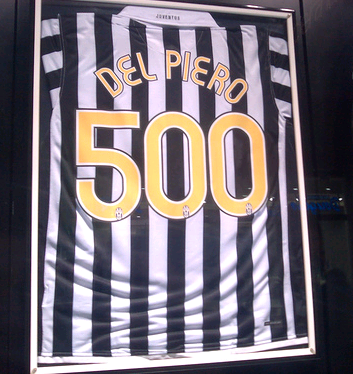
Camiseta conmemorativa de los 500 encuentros disputados con la Juventus

Con la llegada de Fabio Capello al banquillo juventino las siguientes temporadas fueron de vicisitudes para Del Piero, el cual vio como su titularidad en el club fue puesta en tela de juicio debido al arribo del sueco Zlatan Ibrahimović por lo que la mayor parte de la campaña Capello decidió que permaneciera en el banco de suplentes, ya que nunca estuvieron de acuerdo en cuanto a las decisiones técnicas. A pesar de esta situación, logró en todo caso marcar catorce goles en el campeonato, más una serie de asistencias para sus compañeros de equipo, como aquella que sirvió para que David Trezeguet anotara el gol decisivo el 8 de mayo de 2005 en la victoria por 0-1 sobre el A. C. Milan en el Estadio Giuseppe Meazza, para obtener el título de la liga con ochenta y seis puntos. El 10 de enero de 2006 marcó una tripleta en la victoria por 4-1 ante la Fiorentina en el encuentro de vuelta de los octavos de final de la Copa Italia.
El primero de estos tres goles fue el #183 superando el récord de Giampiero Boniperti como máximo anotador en la historia de la sociedad turinesa, días más tarde declaró que esa anotación había sido la más importante de su carrera. Su puesto en el seleccionado nacional también fue puesto en duda debido a las buenas actuaciones de otros delanteros italianos, pero igualmente fue convocado para participar en el Mundial de 2006 ya que en aquellas dos campañas de gestión de Fabio Capello anotó treinta y siete goles y obtuvo dos títulos de Serie A los cuales finalmente fueron revocados al club. Debido al escándalo de manipulación de encuentros la Juventus descendió a la Serie B con diecisiete puntos menos de penalización. Del Piero fue uno de los pocos futbolistas que se quedaron en el equipo, junto con Gianluigi Buffon, Pavel Nedvěd, David Trezeguet y Mauro Camoranesi.
El debut oficial de Alessandro en la temporada se produjo el 23 de agosto de 2006 en la segunda fase de la Copa Italia anotando el gol de la victoria por 1-2 ante el A. C. Cesena, después de diez segundos de haber ingresado al campo de juego. Volvió a marcar en la siguiente etapa ante el Napoli, aunque sus dos goles no le bastaron a la Juventus ya que fue derrotada en tanda de penales por 7-8. El 9 de septiembre, disputó su primer encuentro en segunda división después de trece años en el empate 1-1 ante el Rimini Calcio. El 20 de enero de 2007, en el curso del Juventus-Bari disputó su encuentro #500 con la camiseta de la juve, el encuentro finalizó 4-2, con un gol de Del Piero y dos asistencias para Trézéguet y Nedvěd. La empresa fabricante de automóviles Fiat le regaló un carro Fiat 500 con el número 10 y una placa personalizada. El 19 de mayo de 2007 la Juventus consiguió matemáticamente su regreso a la Serie A logrando alzarse con el título de máximo goleador del campeonato con veinte goles.

##### El regreso a la Serie A
Tras conseguir el ascenso a la Serie A renovó su contrato con el club hasta el 30 de junio de 2010, además recibió la noticia del nacimiento de su primer hijo, al que llamaría Tobías. Con esta situación parecía haber cambiado su suerte ya que solo dos semanas antes no había sido convocado por el técnico Claudio Ranieri para enfrentar a la Fiorentina y por Roberto Donadoni para disputar los encuentros de su selección ante Georgia y Sudáfrica. El 6 de abril de 2008, estableció un nuevo récord superando la cifra de 552 encuentros disputados con el club que poseía Gaetano Scirea. El último fin de semana de la temporada 2007-08 anotó un par de goles ante la Sampdoria en el empate 3-3. Estas dos anotaciones fueron cruciales, ya que sumó veintiún goles coronándose por primera vez como el máximo goleador de la Serie A, seguido por su compañero de equipo David Trezeguet con veinte goles, igualando su cifra más alta para una temporada de liga desde la temporada 1997-98.

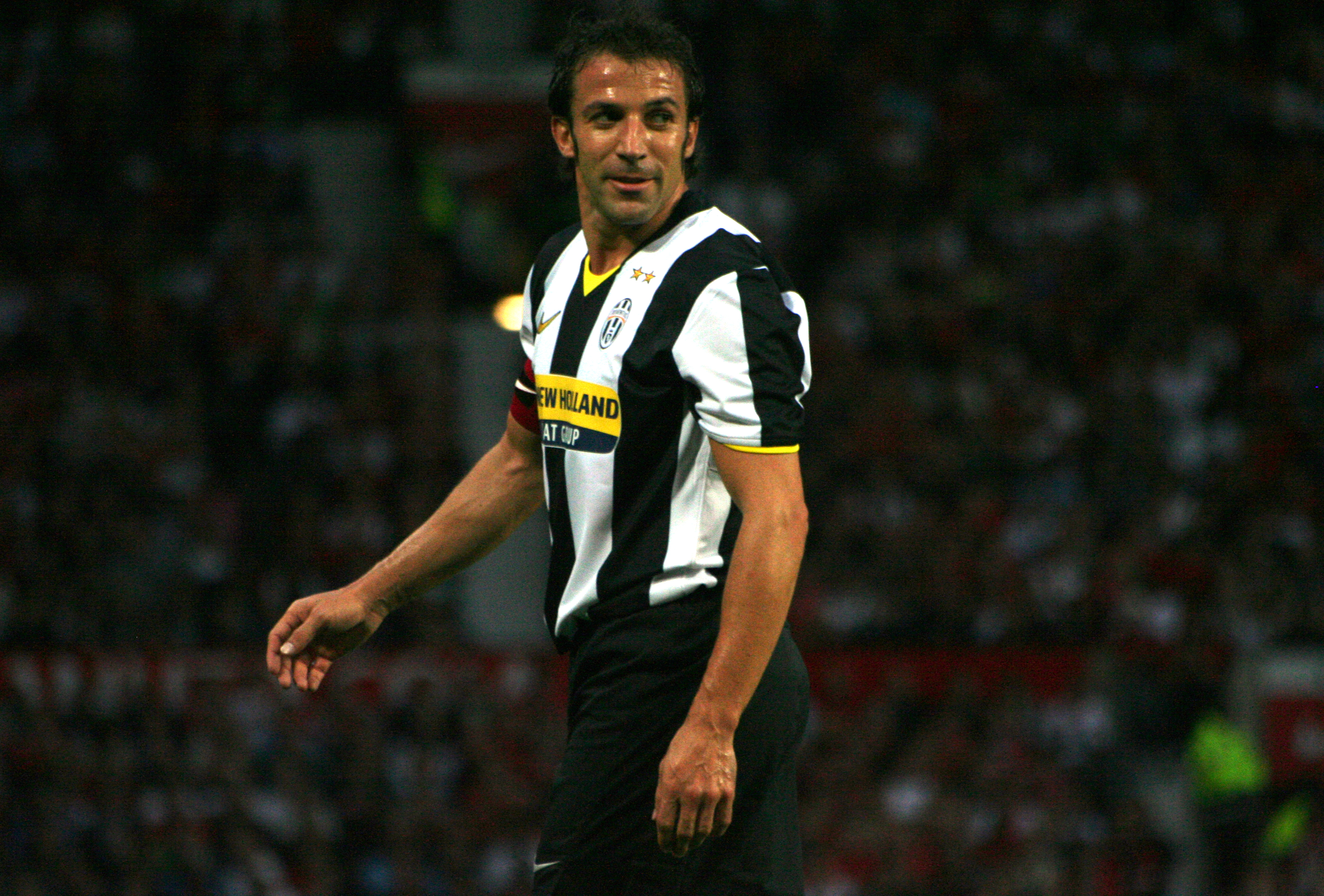
Alessandro Del Piero durante un encuentro amistoso en 2008

El 17 de septiembre de 2008, la Juventus regresó a la Liga de Campeones de la UEFA después de dos años de ausencia, debutando ante el Zenit San Petersburgo de Rusia con victoria para los bianconeros por 1-0 con gol de tiro libre de Alessandro Del Piero. El 21 de octubre, volvió a anotar un gol, esta vez en la tercera jornada de la liguilla ante el Real Madrid en Turín, después de realizar una triangulación con Amauri, decretando así la derrota de los españoles por 2-1; en el encuentro de vuelta disputado en Madrid, anotó los dos goles que le dieron la victoria a la Juventus, convirtiéndose así en el primer futbolista de un club italiano en marcar un doblete en el Estadio Santiago Bernabéu, encantando al público que le brindó una gran ovación al momento de ser sustituido por Paolo De Ceglie en los minutos finales.
El 29 de noviembre de 2008 durante el encuentro ante el Reggina Calcio, en la decimocuarta jornada del campeonato de Serie A, anotó su gol #250 con la camiseta bianconera. Cerró el 2008, su año más productivo, con veintiocho anotaciones en veinte encuentros. El 10 de mayo de 2009, disputó su encuentro #600 con la Juventus en el empate 1-1 ante el A. C. Milan en el Estadio Giuseppe Meazza. Durante la temporada 2008-2009, anotó trece goles en treinta y un encuentros en la liga, ubicándose en la décima posición entre los máximos anotadores de la temporada. El 17 de julio de 2009, renovó nuevamente su contrato con la Juventus hasta el año 2011.

##### Los 400 partidos en la Serie A
Debido a una contractura muscular en el muslo izquierdo causada durante los entrenamientos de la pretemporada a mediados del mes de agosto, no pudo estar presente en los primeros seis encuentros de la temporada 2009-10. Hizo su debut en la liga el 27 de septiembre de 2009 en casa en el empate 1-1 ante el Bologna F. C., ingresando en los minutos finales y alcanzando la cifra de 400 partidos en la Serie A. El 1 de octubre sufrió una distensión muscular en la misma zona de la lesión anterior, regresando a los campos de juego el 22 de noviembre en la victoria por 1-0 sobre el Udinese Calcio, siendo recibido con aplausos por parte de los aficionados juventinos. Después de varios encuentros sin marcar, el 13 de enero de 2010 anotó dos goles ante el Napoli en los octavos de final de la Copa Italia 2009-10.
El 14 de febrero anotó un doblete en la victoria de la Juventus ante el Genoa por 3-2, lo que sería la primera victoria de Alberto Zaccheroni como entrenador de la juve. Un mes después anotó su gol número 300 y luego el 301 en su carrera, en el empate 3-3 contra el Siena. Por lo tanto, se convirtió en el quinto futbolista italiano en alcanzar esa cifra después de Giuseppe Meazza, Silvio Piola, Roberto Baggio y Filippo Inzaghi, todos futbolistas que habían jugado previamente para la Juventus. A pesar de haber sido afectado constantemente por las lesiones y haber jugado menos de la mitad de la temporada, se las arregló para convertirse en el máximo goleador del club durante la campaña con once goles en general.

##### Las últimas temporadas en la Juventus

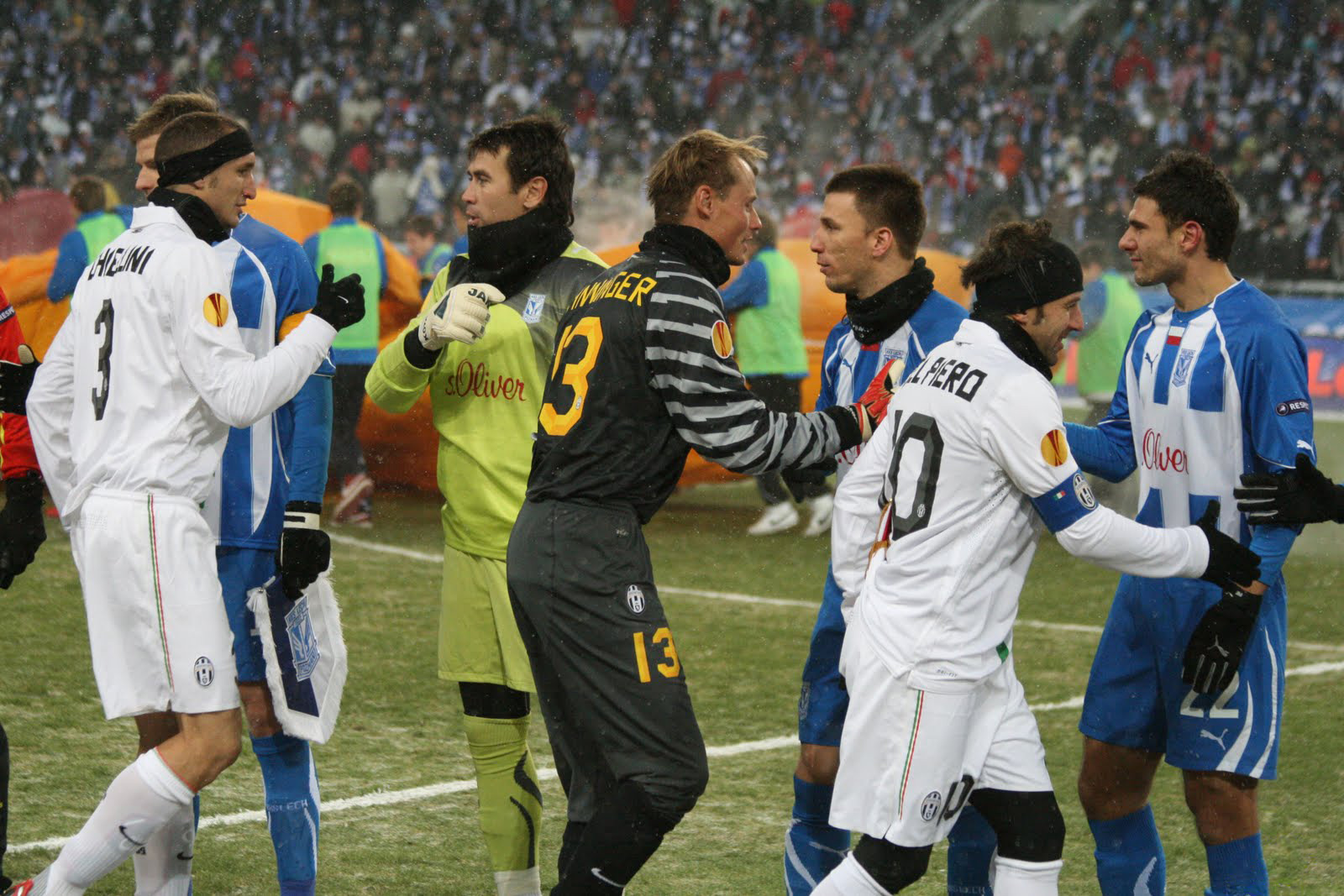
Del Piero, Chiellini y Manninger durante un encuentro ante el Lech Poznań en la Liga Europa de la UEFA 2010-11.

El debut de Alex en la temporada 2010-11 se dio el 29 de julio de 2010, ingresando en los últimos diez minutos del encuentro de ida por la tercera ronda previa de la Liga Europa de la UEFA 2010-11 ante el Shamrock Rovers de Irlanda. Al hacer su ingreso al campo de juego fue recibido con una ovación de pie por parte de los aficionados irlandeses. Una semana después, en el encuentro de vuelta celebrado en la ciudad de Módena anotó su primer gol de la campaña tras ejecutar un tiro libre que se filtró por la esquina superior derecha del arco defendido por Alan Mannus. En la siguiente ronda volvió a marcar un gol, esta vez ante el Sturm Graz de Austria, sellando la clasificación de la Juventus a la fase de grupos donde formó parte del grupo A junto con el Lech Poznań, Manchester City y Red Bull Salzburgo.
Finalmente el club fue eliminado del torneo tras culminar en la tercera posición con seis puntos producto de seis empates. El 30 de octubre de 2010 durante la victoria por 2-1 sobre el Milan en el Giuseppe Meazza marcó su gol número 179 superando a Giampiero Boniperti como el goleador histórico de la Juventus en la Serie A. El 5 de febrero de 2011 en la victoria por 3-1 sobre el Cagliari Calcio durante la vigésima cuarta jornada del campeonato, llegó a las 444 apariciones en la Serie A superando nuevamente a Boniperti y estableciendo así un nuevo récord. El 5 de mayo, renovó su contrato por un año más con la Juventus, recibiendo un millón de euros más primas. Concluyó la temporada con once goles en todas las competiciones y seis asistencias, convirtiéndose nuevamente en el máximo goleador del club durante la campaña.

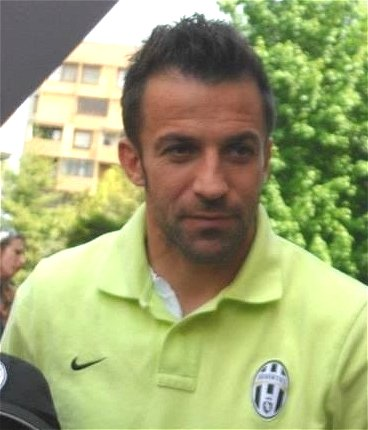
Alessandro Del Piero en la ciudad de Novara.

La temporada 2011-12 comenzó con la elección de Antonio Conte como nuevo entrenador del equipo y con el debut en el nuevo estadio del club, el Juventus Stadium. Del Piero disputó su primer encuentro oficial el 11 de septiembre de 2011 en la victoria por 4-1 sobre el Parma. Su primer gol de la temporada lo marcó el 24 de enero de 2012 ante la Roma en los cuartos de final de la Copa Italia. Gracias a este gol, Alex se convirtió en el único futbolista de la Juventus que jugó y marcó un gol en cuatro estadios diferentes (Comunale, Delle Alpi, Olímpico de Turín y Juventus Stadium). Dos meses después anotó su primer gol en la liga para derrotar por 2-0 al Inter de Milán.
El 11 de abril, durante el partido entre la Juventus y la Lazio disputó su encuentro #700 con la camiseta de la juve, el encuentro finalizó 2-1, con un gol de tiro libre de Del Piero. El 6 de mayo la sociedad turinesa obtuvo su vigésimo octavo título de Serie A (el sexto de Alessandro) con una fecha de anticipación y de forma invicta, producto de veintitrés victorias y quince empates.
Una semana más tarde, Del Piero disputó su último encuentro de liga ante el Atalanta marcando su gol número 290 de su carrera. El capitán bianconero fue sustituido en el minuto 57, siendo aclamado por los futbolistas de ambos equipos y por los aficionados que se encontraban en el estadio. Su último encuentro con la camiseta juventina lo disputó el 20 de mayo en la final de la Copa de Italia que finalmente obtuvo el Napoli.

#### Sydney Football Club
Tras salir de la Juventus, el nombre de Alessandro Del Piero estuvo vinculado a varios clubes de Estados Unidos, Inglaterra y Suiza. Finalmente el 5 de septiembre de 2012 anunció su fichaje por el Sydney Football Club, firmando un contrato por dos temporadas a razón de 1,6 millones de euros por año, convirtiéndose en el futbolista mejor pagado en la historia de la A-League. Tras el anuncio de su transferencia a Australia, algunos personalidades relacionadas con el fútbol como Francesco Totti y Filippo Inzaghi dijeron que estaban tristes por su partida. Joseph Blatter le deseó mucha suerte en su nuevo club. Cuando los dirigentes de la Juventus dijeron que iban a retirar el dorsal número 10 en su honor, dijo:

«No quiero que se retire, quiero que los niños sigan soñando vestir esa camiseta algún día. Espero que los que la usen, tengan una carrera tan fantástica como la mía».

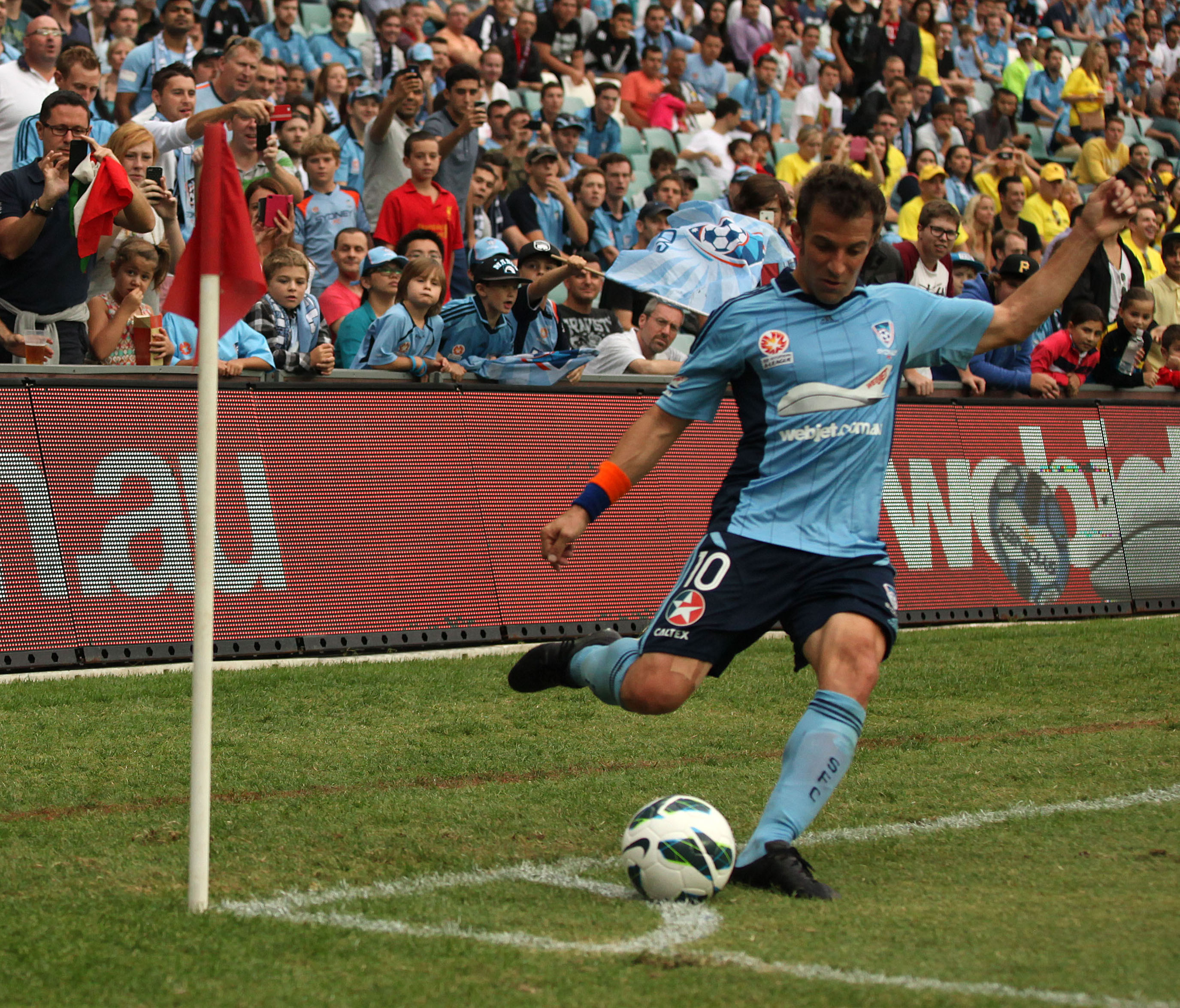
Del Piero ejecutando un saque de esquina con el Sydney Football Club

Su debut con el equipo australiano se produjo el 6 de octubre de 2012 en la derrota por 2-0 ante el Wellington Phoenix. Su primer gol lo anotó una semana más tarde en la caída de su club por 2-3 ante el Newcastle United Jets. El 20 de octubre marcó el gol de la victoria en el derbi de Sídney. El 19 de enero de 2013, marcó cuatro goles e hizo una asistencia en la victoria por 7-1 sobre el Wellington Phoenix. Esta fue la primera vez que anotó más de tres goles en un partido y después de haber sido sustituido, los fanáticos le dieron una ovación de pie. En su primera campaña en la liga oceánica disputó veinticuatro encuentros y anotó catorce goles, su equipo finalizó en la séptima posición con treinta y dos puntos, misma cantidad que el Perth Glory pero con una peor diferencia de goles por lo que no lograron clasificar a la fase final.
En la temporada siguiente, Del Piero fue nombrado capitán del equipo. Hizo su debut en el campeonato el 11 de octubre de 2013 contra el Newcastle Jets, al que le anotó su primer gol de la campaña y además dio una asistencia a su compañero de equipo Joel Chianese para que marcara el 2-0 definitivo. Luego el Sydney sufrió tres derrotas consecutivas y volvió a la victoria el 9 de noviembre gracias a una anotación de Alessandro al minuto 36 del primer tiempo para derrotar por marcador de 3-2 al Melbourne Victory. Concluyó la temporada con diez goles y nueve asistencias luego de ser derrotados 2-1 por el Melbourne Victory en los cuartos de final de la serie final del torneo. El 28 de abril de 2014 anunció en su página web oficial que no renovará su contrato con el Sydney Football Club y que evaluará las ofertas de otros clubes para seguir jugando.

#### Delhi Dynamos Football Club
El 28 de agosto de 2014 anunció en su sitio web oficial su fichaje por el Delhi Dynamos, además será el encargado de difundir y promocionar la nueva Superliga de India. Su presentación oficial con el Delhi Dynamos se realizó el 14 de octubre en el empate 0-0 ante el Pune City. Su primer gol lo anotó el 9 de diciembre con un tiro libre en el empate 2-2 contra el Chennaiyin. Este fue el único gol que marcó durante la temporada en los diez partidos que disputó con el Delhi Dynamos, que no logró avanzar a la fase final del torneo al ocupar el quinto lugar con dieciocho puntos. Ese mismo año se anunció que Del Piero no seguiría en el conjunto de la India.

### Selección nacional

#### Selecciones juveniles
Inició su participación en la selección italiana con la categoría sub-17 participando en la Copa Mundial de Fútbol Sub-17 de 1991, en la cual disputó tres encuentros y anotó un gol ante la selección de China. Entre 1992 y 1993 marcó doce en goles en catorce encuentros con la selección de fútbol de Italia sub-18. El 20 de enero de 1993, cuando aún militaba en el Calcio Padova debutó con la selección sub-21 en un encuentro amistoso ante Rumania que finalizó con marcador de 1-0 a favor de los italianos. Formó parte de las plantillas que obtuvieron los títulos de la Eurocopa Sub-21 en 1994 y 1996, en total disputó veintiún encuentros y anotó tres goles (uno ante Checoslovaquia y dos ante Hungría).

#### Selección absoluta

##### El debut y el Mundial de Francia
Con la selección absoluta fue internacional en noventa y un ocasiones y marcó veintisiete goles, lo que le convierte en el séptimo futbolista con la mayor cantidad de presentaciones, y el cuarto con más goles anotados en la selección italiana. Debutó el 25 de marzo de 1995, en un encuentro válido por las eliminatorias para la Eurocopa de 1996 ante la selección de Estonia que finalizó con marcador de 4-1 a favor de Italia. Tras lograr la clasificación fue convocado por el entrenador Arrigo Sacchi para participar en la Eurocopa disputada en Inglaterra, siendo eliminados en la primera fase tras conseguir una sola victoria en tres encuentros. En el año 1997 participó en el Torneo de Francia, una competición amistosa organizada por la Federación Francesa de Fútbol como preparación para las eliminatorias para Copa Mundial de Fútbol de 1998, donde participaron Brasil, Inglaterra, Italia y la selección local. Del Piero anotó tres goles en dos encuentros y logró ser el máximo goleador del torneo.
En 1998, fue convocado por el director técnico Cesare Maldini para participar en la Copa Mundial de Fútbol de 1998, sin embargo llegó al mundial con condiciones físicas precarias debido a una lesión sufrida durante la final de la Liga de Campeones 1997-98 ante el Real Madrid y el estado de forma excepcional de Roberto Baggio contribuyó a que este tuviera a su favor a la mayor parte de la prensa. En el mundial, Italia formó parte del grupo B junto con Austria, Camerún y Chile, en la primera fase llegó a disputar dos encuentros (ingresando como suplente ante Camerún y como titular ante Austria). Fue alineado nuevamente como titular en la victoria por 1-0 frente a Noruega en los octavos de final, mientras que en los cuartos de final ante Francia, fue sustituido en el minuto 67 por Roberto Baggio.

##### Finalista de la Eurocopa y el Mundial de Corea del Sur-Japón

Alessandro Del Piero y Francesco Totti en la final de la Eurocopa 2000.

En la Eurocopa 2000, debutó el 11 de junio disputando los últimos quince minutos en la victoria sobre Turquía por 1-2. En el segundo encuentro también ingresó como suplente, sustituyendo en el minuto 64 a Francesco Totti, mientras que en el último encuentro del grupo ante Suecia estuvo desde el primer minuto en el campo de juego, dando una asistencia a Luigi Di Biagio para que marcara el 1-0 transitorio. Además, en el minuto 88 anotó el 2-1 final, tras un fuerte disparo que se coló en la esquina superior del arco defendido por Magnus Hedman.
En los cuartos de final, ante Rumania nuevamente ingresó en el segundo tiempo en sustitución de Francesco Totti, que había marcado el primer gol del encuentro al minuto 33. En las semifinales, Italia se enfrentó a los Países Bajos y el encuentro se extendió a tiempo extra; Del Piero disputó los 120 minutos y el resultado fue un empate a cero. En la tanda de penaltis, fue designado como el quinto tirador, pero no fue necesario que ejecutara debido a los fallos de los neerlandeses. En la final contra Francia, ingresó en sustitución de Stefano Fiore al minuto 53 y, con ventaja para su selección por 0-1, tuvo dos claras oportunidades para cerrar el encuentro, pero las falló. Finalmente, Italia fue derrotada por 1-2.
En la Copa Mundial de Fútbol de 2002, disputó dos encuentros de la primera fase ingresando como suplente y marcó el gol del empate 1-1 ante la selección de México, a falta de cinco minutos para la finalización del encuentro. En los octavos de final, inició como titular aunque fue sustituido por Gennaro Gattuso en el minuto 61, en la derrota de la selección «azzurra» 1-2 ante Corea del Sur. Fue nuevamente convocado para las eliminatorias de la Eurocopa 2004, anotando cinco goles en seis encuentros. En la Euro, disputó los tres encuentros de la primera fase de titular, aunque Italia no avanzó a la siguiente ronda tras haber culminado en el tercer lugar del grupo, con tan solo cinco puntos.

##### El campeonato del mundo y la Eurocopa de Austria y Suiza

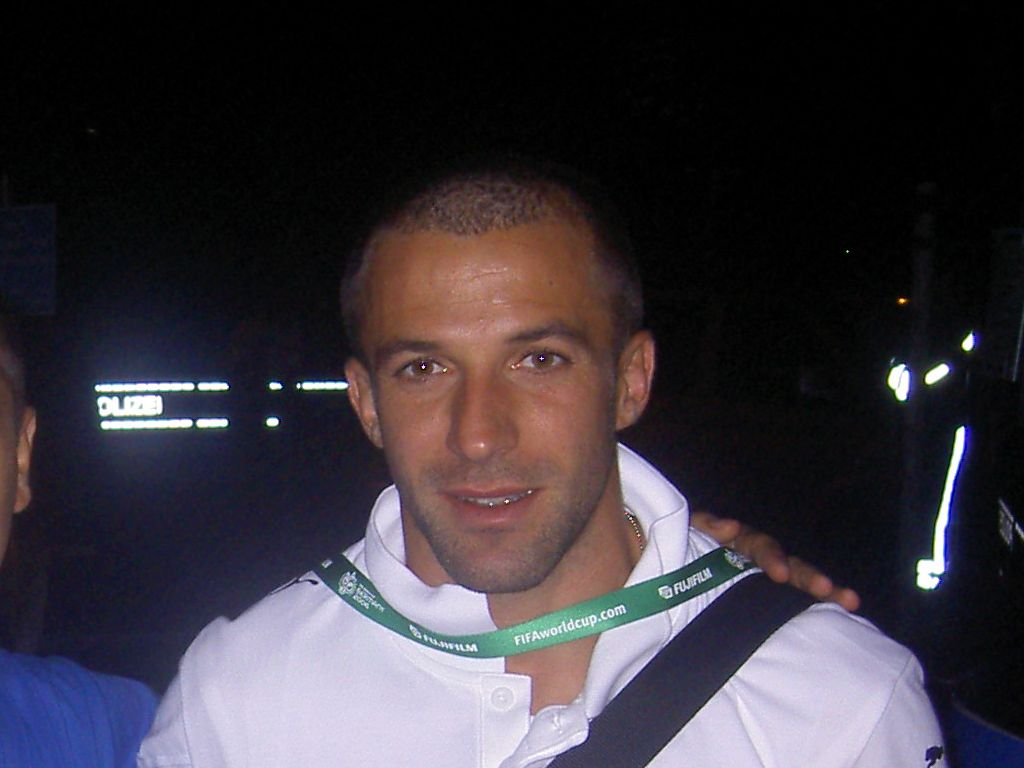
Del Piero en el Mundial de Alemania 2006

En la Copa Mundial de Fútbol de 2006, Italia integró el grupo E junto con Ghana, Estados Unidos y República Checa. En el primer encuentro, disputado el 12 de junio vencieron por 2-0 a los africanos, con Del Piero ingresando en sustitución de Luca Toni a falta de ocho minutos para el final. La misma situación ocurrió en el empate 1-1 ante los Estados Unidos, aunque no fue tomado en cuenta para el último encuentro del grupo ante los checos a los que vencieron por marcador de 0-2. Sin embargo ingresó como titular en el encuentro de octavos de final ante Australia, siendo sustituido por Totti quien finalmente marcó el gol del triunfo al minuto 94.
Su primer gol en el mundial lo anotó en las semifinales en la victoria de la selección italiana 0-2 sobre la selección anfitriona, tras recibir un pase de Alberto Gilardino gracias a una jugada de contraataque que había sido iniciada por Fabio Cannavaro, así mismo marcó su tiro penal en la definición desde los once metros en la final ante Francia. En 2007, después de la derrota por 3-1 ante Francia en las eliminatorias para la Eurocopa 2008, declaró que se sentía insatisfecho por el modo en que era ubicado dentro del campo por el entonces técnico Roberto Donadoni, por lo que le pidió públicamente no ser convocado a no ser que juegue en la delantera.
Después de varias dudas sobre si formaría parte del plantel de la selección italiana en la Eurocopa 2008, finalmente fue convocado. Inicialmente fue excluido del equipo titular que perdió ante los Países Bajos por 0-3, después del desastroso inicio, Donadoni cambió todo el equipo que enfrentó a Rumania e ingresó como titular en el ataque junto a Luca Toni. A causa de la lesión sufrida por Cannavaro en un entrenamiento antes del inicio de la competición, heredó la cinta de capitán. En los cuartos de final ante España el encuentro terminó sin goles. Del Piero ingresó en el minuto 108, ya en la prórroga. Finalmente España ganó el encuentro en la tanda de penales con un marcador de 2-4.

###### Participaciones en Copas del Mundo
| Mundial                        | Sede                  | Resultado        |
| ------------------------------ | --------------------- | ---------------- |
| Copa Mundial Sub-17 de 1991    | Italia                | Primera fase     |
| Copa Mundial de Fútbol de 1998 | Francia               | Cuartos de final |
| Copa Mundial de Fútbol de 2002 | Corea del Sur y Japón | Octavos de final |
| Copa Mundial de Fútbol de 2006 | Alemania              | Campeón          |

###### Participaciones en Eurocopas
| Eurocopa                | Sede                   | Resultado        |
| ----------------------- | ---------------------- | ---------------- |
| Eurocopa Sub-21 de 1994 | Francia                | Campeón          |
| Eurocopa Sub-21 de 1996 | España                 | Campeón          |
| Eurocopa 1996           | Inglaterra             | Primera fase     |
| Eurocopa 2000           | Bélgica y Países Bajos | Subcampeón       |
| Eurocopa 2004           | Portugal               | Primera fase     |
| Eurocopa 2008           | Austria y Suiza        | Cuartos de final |

## Estadísticas

### Clubes
La siguiente tabla detalla los encuentros disputados y los goles marcados por Alex Del Piero en los clubes en los que ha militado.
| Club                    | Temporada           | Liga | Liga | Copas Nacionales * | Copas Nacionales * | Copas Internacionales ** | Copas Internacionales ** | Total | Total |
| Club                    | Temporada           | PJ   | G    | PJ                 | G                  | PJ                       | G                        | PJ    | G     |
| ----------------------- | ------------------- | ---- | ---- | ------------------ | ------------------ | ------------------------ | ------------------------ | ----- | ----- |
| Calcio Padova · Italia  | 1991-92             | 4    | 0    | 0                  | 0                  | 0                        | 0                        | 4     | 0     |
| Calcio Padova · Italia  | 1992-93             | 10   | 1    | 0                  | 0                  | 0                        | 0                        | 10    | 1     |
| Calcio Padova · Italia  | Total               | 14   | 1    | 0                  | 0                  | 0                        | 0                        | 14    | 1     |
| Juventus F. C. · Italia |                     |      |      |                    |                    |                          |                          |       |       |
| 1993-94                 | 11                  | 5    | 1    | 0                  | 2                  | 0                        | 14                       | 5     |       |
| 1994-95                 | 29                  | 8    | 10   | 1                  | 11                 | 2                        | 50                       | 11    |       |
| 1995-96                 | 29                  | 6    | 3    | 1                  | 11                 | 6                        | 43                       | 13    |       |
| 1996-97                 | 22                  | 8    | 4    | 0                  | 9                  | 7                        | 35                       | 15    |       |
| 1997-98                 | 32                  | 21   | 5    | 1                  | 10                 | 10                       | 47                       | 32    |       |
| 1998-99                 | 8                   | 2    | 2    | 1                  | 4                  | 0                        | 14                       | 3     |       |
| 1999-00                 | 34                  | 9    | 2    | 1                  | 9                  | 2                        | 45                       | 12    |       |
| 2000-01                 | 25                  | 9    | 2    | 0                  | 6                  | 0                        | 33                       | 9     |       |
| 2001-02                 | 32                  | 16   | 4    | 1                  | 10                 | 4                        | 46                       | 21    |       |
| 2002-03                 | 24                  | 16   | 1    | 2                  | 13                 | 5                        | 38                       | 23    |       |
| 2003-04                 | 22                  | 8    | 5    | 3                  | 4                  | 3                        | 31                       | 14    |       |
| 2004-05                 | 30                  | 14   | 1    | 0                  | 10                 | 3                        | 41                       | 17    |       |
| 2005-06                 | 33                  | 12   | 5    | 5                  | 7                  | 3                        | 45                       | 20    |       |
| 2006-07                 | 35                  | 20   | 2    | 3                  | 0                  | 0                        | 37                       | 23    |       |
| 2007-08                 | 37                  | 21   | 4    | 3                  | 0                  | 0                        | 41                       | 24    |       |
| 2008-09                 | 31                  | 13   | 3    | 2                  | 9                  | 6                        | 43                       | 21    |       |
| 2009-10                 | 23                  | 9    | 1    | 2                  | 5                  | 0                        | 29                       | 11    |       |
| 2010-11                 | 33                  | 8    | 2    | 0                  | 10                 | 3                        | 45                       | 11    |       |
| 2011-12                 | 23                  | 3    | 5    | 2                  | 0                  | 0                        | 28                       | 5     |       |
| Total                   | 513                 | 208  | 62   | 28                 | 130                | 54                       | 705                      | 290   |       |
| Sydney F. C. Australia  |                     |      |      |                    |                    |                          |                          |       |       |
| 2012-13                 | 24                  | 14   | 0    | 0                  | 0                  | 0                        | 24                       | 14    |       |
| 2013-14                 | 24                  | 10   | 0    | 0                  | 0                  | 0                        | 24                       | 10    |       |
| Total                   | 48                  | 24   | 0    | 0                  | 0                  | 0                        | 48                       | 24    |       |
| Delhi Dynamos India     |                     |      |      |                    |                    |                          |                          |       |       |
| 2014                    | 10                  | 1    | 0    | 0                  | 0                  | 0                        | 10                       | 1     |       |
| Total                   | 10                  | 1    | 0    | 0                  | 0                  | 0                        | 10                       | 1     |       |
| Total en su carrera     | Total en su carrera | 585  | 234  | 62                 | 28                 | 130                      | 54                       | 777   | 316   |

- (*) Copa Italia y Supercopa de Italia.
- (**) Liga de Campeones de la UEFA, Copa de la UEFA, Copa Intertoto de la UEFA, Supercopa de la UEFA y Copa Intercontinental.

### Selección nacional
La siguiente tabla detalla los encuentros disputados y los goles marcados por Alex Del Piero en la selección italiana.
| \| Fecha \| Ciudad \| Local \| Resultado \| Visitante \| Competición \| Goles \| \| ---------- \| -------------- \| ------------------- \| --------- \| ------------------- \| ------------------------------------------- \| ----- \| \| 25-03-1995 \| Salerno \| Italia \| 4-1 \| Estonia \| Clasificación Eurocopa 1996 \| 0 \| \| 19-06-1995 \| Lausana \| Suiza \| 0-1 \| Italia \| Centenario de la Asociación Suiza de Fútbol \| 0 \| \| 21-06-1995 \| Zúrich \| Italia \| 0-1 \| Alemania \| Centenario de la Asociación Suiza de Fútbol \| 0 \| \| 06-09-1995 \| Údine \| Italia \| 1-0 \| Eslovenia \| Clasificación Eurocopa 1996 \| 0 \| \| 08-10-1995 \| Split \| Croacia \| 1-1 \| Italia \| Clasificación Eurocopa 1996 \| 0 \| \| 11-11-1995 \| Bari \| Italia \| 3-1 \| Ucrania \| Clasificación Eurocopa 1996 \| 0 \| \| 15-11-1995 \| Reggio Emilia \| Italia \| 4-0 \| Lituania \| Clasificación Eurocopa 1996 \| 1 \| \| 24-01-1996 \| Terni \| Italia \| 3-0 \| Gales \| Amistoso \| 1 \| \| 29-05-1996 \| Cremona \| Italia \| 2-2 \| Bélgica \| Amistoso \| 1 \| \| 01-06-1996 \| Budapest \| Hungría \| 0-2 \| Italia \| Amistoso \| 0 \| \| 11-06-1996 \| Liverpool \| Italia \| 2-1 \| Rusia \| Eurocopa 1996 \| 0 \| \| 22-01-1997 \| Palermo \| Italia \| 2-0 \| Irlanda del Norte \| Amistoso \| 1 \| \| 08-06-1997 \| Lyon \| Italia \| 3-3 \| Brasil \| Torneo de Francia \| 2 \| \| 11-06-1997 \| París \| Italia \| 2-2 \| Francia \| Torneo de Francia \| 1 \| \| 11-10-1997 \| Roma \| Italia \| 0-0 \| Inglaterra \| Clasificación Mundial 1998 \| 0 \| \| 29-10-1997 \| Moscú \| Rusia \| 1-1 \| Italia \| Repesca Mundial 1998 \| 0 \| \| 15-11-1997 \| Nápoles \| Italia \| 1-0 \| Rusia \| Repesca Mundial 1998 \| 0 \| \| 28-01-1998 \| Catania \| Italia \| 3-0 \| Eslovaquia \| Amistoso \| 1 \| \| 22-04-1998 \| Parma \| Italia \| 3-1 \| Paraguay \| Amistoso \| 0 \| \| 17-06-1998 \| Montpellier \| Italia \| 3-0 \| Camerún \| Copa Mundial de Fútbol de 1998 \| 0 \| \| 23-06-1998 \| Saint-Denis \| Italia \| 2-1 \| Austria \| Copa Mundial de Fútbol de 1998 \| 0 \| \| 27-06-1998 \| Marsella \| Italia \| 1-0 \| Noruega \| Copa Mundial de Fútbol de 1998 \| 0 \| \| 03-07-1998 \| París \| Italia \| 0-0 / 3-4 \| Francia \| Copa Mundial de Fútbol de 1998 \| 0 \| \| 05-09-1998 \| Liverpool \| Gales \| 0-2 \| Italia \| Clasificación Eurocopa 2000 \| 0 \| \| 10-10-1998 \| Údine \| Italia \| 2-0 \| Suiza \| Clasificación Eurocopa 2000 \| 2 \| \| 09-10-1999 \| Minsk \| Bielorrusia \| 0-0 \| Italia \| Clasificación Eurocopa 2000 \| 0 \| \| 13-11-1999 \| Lecce \| Italia \| 1-3 \| Bélgica \| Amistoso \| 0 \| \| 23-02-2000 \| Palermo \| Italia \| 1-0 \| Suecia \| Amistoso \| 1 \| \| 29-03-2000 \| Barcelona \| España \| 2-0 \| Italia \| Amistoso \| 0 \| \| 03-06-2000 \| Oslo \| Noruega \| 1-0 \| Italia \| Amistoso \| 0 \| \| 11-06-2000 \| Arnhem \| Turquía \| 1-2 \| Italia \| Eurocopa 2000 \| 0 \| \| 14-06-2000 \| Bruselas \| Italia \| 2-0 \| Bélgica \| Eurocopa 2000 \| 0 \| \| 19-06-2000 \| Eindhoven \| Italia \| 2-1 \| Suecia \| Eurocopa 2000 \| 1 \| \| 24-06-2000 \| Bruselas \| Italia \| 2-0 \| Rumania \| Eurocopa 2000 \| 0 \| \| 29-06-2000 \| Ámsterdam \| Italia \| 0-0/3-1 \| Países Bajos \| Eurocopa 2000 \| 0 \| \| 02-07-2000 \| Róterdam \| Francia \| 2-1 \| Italia \| Eurocopa 2000 \| 0 \| \| 03-09-2000 \| Budapest \| Hungría \| 2-2 \| Italia \| Clasificación Mundial 2002 \| 0 \| \| 07-10-2000 \| Milán \| Italia \| 3-0 \| Rumania \| Clasificación Mundial 2002 \| 0 \| \| 11-10-2000 \| Ancona \| Italia \| 2-0 \| Georgia \| Clasificación Mundial 2002 \| 2 \| \| 15-11-2000 \| Turín \| Italia \| 1-0 \| Inglaterra \| Amistoso \| 0 \| \| 24-03-2001 \| Bucarest \| Rumania \| 0-2 \| Italia \| Clasificación Mundial 2002 \| 0 \| \| 28-03-2001 \| Trieste \| Italia \| 4-0 \| Lituania \| Clasificación Mundial 2002 \| 2 \| \| 02-06-2001 \| Tiflis \| Georgia \| 1-2 \| Italia \| Clasificación Mundial 2002 \| 0 \| \| 01-09-2001 \| Kaunas \| Lituania \| 0-0 \| Italia \| Clasificación Mundial 2002 \| 0 \| \| 06-10-2001 \| Parma \| Italia \| 1-0 \| Hungría \| Clasificación Mundial 2002 \| 1 \| \| 07-11-2001 \| Saitama \| Japón \| 1-1 \| Italia \| Amistoso \| 0 \| \| 13-02-2002 \| Catania \| Italia \| 1-0 \| Estados Unidos \| Amistoso \| 1 \| \| 17-04-2002 \| Milán \| Italia \| 1-1 \| Uruguay \| Amistoso \| 0 \| \| 18-05-2002 \| Praga \| República Checa \| 1-0 \| Italia \| Amistoso \| 0 \| \| 03-06-2002 \| Sapporo \| Italia \| 2-0 \| Ecuador \| Copa Mundial de Fútbol de 2002 \| 0 \| \| 13-06-2002 \| Ōita \| México \| 1-1 \| Italia \| Copa Mundial de Fútbol de 2002 \| 1 \| \| 18-06-2002 \| Daejeon \| Corea del Sur \| 2-1 \| Italia \| Copa Mundial de Fútbol de 2002 \| 0 \| \| 21-08-2002 \| Trieste \| Italia \| 0-1 \| Eslovenia \| Amistoso \| 0 \| \| 07-09-2002 \| Bakú \| Azerbaiyán \| 0-2 \| Italia \| Clasificación Eurocopa 2004 \| 1 \| \| 12-10-2002 \| Nápoles \| Italia \| 1-1 \| Serbia y Montenegro \| Clasificación Eurocopa 2004 \| 1 \| \| 16-10-2002 \| Cardiff \| Gales \| 2-1 \| Italia \| Clasificación Eurocopa 2004 \| 1 \| \| 20-11-2002 \| Pescara \| Italia \| 1-1 \| Turquía \| Amistoso \| 0 \| \| 11-06-2003 \| Helsinki \| Finlandia \| 0-2 \| Italia \| Clasificación Eurocopa 2004 \| 1 \| \| 20-08-2003 \| Stuttgart \| Alemania \| 0-1 \| Italia \| Amistoso \| 0 \| \| 06-09-2003 \| Milán \| Italia \| 4-0 \| Gales \| Clasificación Eurocopa 2004 \| 1 \| \| 10-09-2003 \| Belgrado \| Serbia y Montenegro \| 1-1 \| Italia \| Clasificación Eurocopa 2004 \| 0 \| \| 18-02-2004 \| Palermo \| Italia \| 2-2 \| República Checa \| Amistoso \| 0 \| \| 30-05-2004 \| Túnez \| Túnez \| 0-4 \| Italia \| Amistoso \| 0 \| \| 14-06-2004 \| Guimarães \| Dinamarca \| 0-0 \| Italia \| Eurocopa 2004 \| 0 \| \| 18-06-2004 \| Oporto \| Italia \| 1-1 \| Suecia \| Eurocopa 2004 \| 0 \| \| 22-06-2004 \| Guimarães \| Italia \| 2-1 \| Bulgaria \| Eurocopa 2004 \| 0 \| \| 08-09-2004 \| Chisináu \| Moldavia \| 0-1 \| Italia \| Clasificación Mundial 2006 \| 1 \| \| 17-08-2005 \| Dublín \| Irlanda \| 1-2 \| Italia \| Amistoso \| 0 \| \| 12-10-2005 \| Lecce \| Italia \| 2-1 \| Moldavia \| Clasificación Mundial 2006 \| 0 \| \| 12-11-2005 \| Ámsterdam \| Países Bajos \| 1-3 \| Italia \| Amistoso \| 0 \| \| 16-11-2005 \| Ginebra \| Italia \| 1-1 \| Costa de Marfil \| Amistoso \| 0 \| \| 01-03-2006 \| Florencia \| Italia \| 4-1 \| Alemania \| Amistoso \| 1 \| \| 31-05-2006 \| Ginebra \| Suiza \| 1-1 \| Italia \| Amistoso \| 0 \| \| 02-06-2006 \| Lausana \| Italia \| 0-0 \| Ucrania \| Amistoso \| 0 \| \| 12-06-2006 \| Hannover \| Italia \| 2-0 \| Ghana \| Copa Mundial de Fútbol de 2006 \| 0 \| \| 17-06-2006 \| Kaiserslautern \| Italia \| 1-1 \| Estados Unidos \| Copa Mundial de Fútbol de 2006 \| 0 \| \| 26-06-2006 \| Kaiserslautern \| Italia \| 1-0 \| Australia \| Copa Mundial de Fútbol de 2006 \| 0 \| \| 04-07-2006 \| Dortmund \| Alemania \| 0-2 \| Italia \| Copa Mundial de Fútbol de 2006 \| 1 \| \| 09-07-2006 \| Berlín \| Italia \| 1-1/5-3 \| Francia \| Copa Mundial de Fútbol de 2006 \| 0 \| \| 07-10-2006 \| Roma \| Italia \| 2-0 \| Ucrania \| Clasificación Eurocopa 2008 \| 0 \| \| 28-03-2007 \| Bari \| Italia \| 2-0 \| Escocia \| Clasificación Eurocopa 2008 \| 0 \| \| 02-06-2007 \| Tórshavn \| Islas Feroe \| 1-2 \| Italia \| Clasificación Eurocopa 2008 \| 0 \| \| 06-06-2007 \| Kaunas \| Lituania \| 0-2 \| Italia \| Clasificación Eurocopa 2008 \| 0 \| \| 22-08-2007 \| Budapest \| Hungría \| 3-1 \| Italia \| Amistoso \| 0 \| \| 08-09-2007 \| Milán \| Italia \| 0-0 \| Francia \| Clasificación Eurocopa 2008 \| 0 \| \| 30-05-2008 \| Florencia \| Italia \| 3-1 \| Bélgica \| Amistoso \| 0 \| \| 09-06-2008 \| Berna \| Países Bajos \| 3-0 \| Italia \| Eurocopa 2008 \| 0 \| \| 13-06-2008 \| Zúrich \| Italia \| 1-1 \| Rumania \| Eurocopa 2008 \| 0 \| \| 22-06-2008 \| Viena \| España \| 0-0/4-2 \| Italia \| Eurocopa 2008 \| 0 \| \| 20-08-2008 \| Niza \| Italia \| 2-2 \| Austria \| Amistoso \| 0 \| \| 10-09-2008 \| Údine \| Italia \| 2-0 \| Georgia \| Clasificación Mundial 2010 \| 0 \| \| Total \| \| Presencias \| 91 \| \| Goles \| 27 \| |                |                     |           |                     |                                             |       |
| Fecha | Ciudad         | Local               | Resultado | Visitante           | Competición                                 | Goles |
| 25-03-1995 | Salerno        | Italia              | 4-1       | Estonia             | Clasificación Eurocopa 1996                 | 0     |
| 19-06-1995 | Lausana        | Suiza               | 0-1       | Italia              | Centenario de la Asociación Suiza de Fútbol | 0     |
| 21-06-1995 | Zúrich         | Italia              | 0-1       | Alemania            | Centenario de la Asociación Suiza de Fútbol | 0     |
| 06-09-1995 | Údine          | Italia              | 1-0       | Eslovenia           | Clasificación Eurocopa 1996                 | 0     |
| 08-10-1995 | Split          | Croacia             | 1-1       | Italia              | Clasificación Eurocopa 1996                 | 0     |
| 11-11-1995 | Bari           | Italia              | 3-1       | Ucrania             | Clasificación Eurocopa 1996                 | 0     |
| 15-11-1995 | Reggio Emilia  | Italia              | 4-0       | Lituania            | Clasificación Eurocopa 1996                 | 1     |
| 24-01-1996 | Terni          | Italia              | 3-0       | Gales               | Amistoso                                    | 1     |
| 29-05-1996 | Cremona        | Italia              | 2-2       | Bélgica             | Amistoso                                    | 1     |
| 01-06-1996 | Budapest       | Hungría             | 0-2       | Italia              | Amistoso                                    | 0     |
| 11-06-1996 | Liverpool      | Italia              | 2-1       | Rusia               | Eurocopa 1996                               | 0     |
| 22-01-1997 | Palermo        | Italia              | 2-0       | Irlanda del Norte   | Amistoso                                    | 1     |
| 08-06-1997 | Lyon           | Italia              | 3-3       | Brasil              | Torneo de Francia                           | 2     |
| 11-06-1997 | París          | Italia              | 2-2       | Francia             | Torneo de Francia                           | 1     |
| 11-10-1997 | Roma           | Italia              | 0-0       | Inglaterra          | Clasificación Mundial 1998                  | 0     |
| 29-10-1997 | Moscú          | Rusia               | 1-1       | Italia              | Repesca Mundial 1998                        | 0     |
| 15-11-1997 | Nápoles        | Italia              | 1-0       | Rusia               | Repesca Mundial 1998                        | 0     |
| 28-01-1998 | Catania        | Italia              | 3-0       | Eslovaquia          | Amistoso                                    | 1     |
| 22-04-1998 | Parma          | Italia              | 3-1       | Paraguay            | Amistoso                                    | 0     |
| 17-06-1998 | Montpellier    | Italia              | 3-0       | Camerún             | Copa Mundial de Fútbol de 1998              | 0     |
| 23-06-1998 | Saint-Denis    | Italia              | 2-1       | Austria             | Copa Mundial de Fútbol de 1998              | 0     |
| 27-06-1998 | Marsella       | Italia              | 1-0       | Noruega             | Copa Mundial de Fútbol de 1998              | 0     |
| 03-07-1998 | París          | Italia              | 0-0 / 3-4 | Francia             | Copa Mundial de Fútbol de 1998              | 0     |
| 05-09-1998 | Liverpool      | Gales               | 0-2       | Italia              | Clasificación Eurocopa 2000                 | 0     |
| 10-10-1998 | Údine          | Italia              | 2-0       | Suiza               | Clasificación Eurocopa 2000                 | 2     |
| 09-10-1999 | Minsk          | Bielorrusia         | 0-0       | Italia              | Clasificación Eurocopa 2000                 | 0     |
| 13-11-1999 | Lecce          | Italia              | 1-3       | Bélgica             | Amistoso                                    | 0     |
| 23-02-2000 | Palermo        | Italia              | 1-0       | Suecia              | Amistoso                                    | 1     |
| 29-03-2000 | Barcelona      | España              | 2-0       | Italia              | Amistoso                                    | 0     |
| 03-06-2000 | Oslo           | Noruega             | 1-0       | Italia              | Amistoso                                    | 0     |
| 11-06-2000 | Arnhem         | Turquía             | 1-2       | Italia              | Eurocopa 2000                               | 0     |
| 14-06-2000 | Bruselas       | Italia              | 2-0       | Bélgica             | Eurocopa 2000                               | 0     |
| 19-06-2000 | Eindhoven      | Italia              | 2-1       | Suecia              | Eurocopa 2000                               | 1     |
| 24-06-2000 | Bruselas       | Italia              | 2-0       | Rumania             | Eurocopa 2000                               | 0     |
| 29-06-2000 | Ámsterdam      | Italia              | 0-0/3-1   | Países Bajos        | Eurocopa 2000                               | 0     |
| 02-07-2000 | Róterdam       | Francia             | 2-1       | Italia              | Eurocopa 2000                               | 0     |
| 03-09-2000 | Budapest       | Hungría             | 2-2       | Italia              | Clasificación Mundial 2002                  | 0     |
| 07-10-2000 | Milán          | Italia              | 3-0       | Rumania             | Clasificación Mundial 2002                  | 0     |
| 11-10-2000 | Ancona         | Italia              | 2-0       | Georgia             | Clasificación Mundial 2002                  | 2     |
| 15-11-2000 | Turín          | Italia              | 1-0       | Inglaterra          | Amistoso                                    | 0     |
| 24-03-2001 | Bucarest       | Rumania             | 0-2       | Italia              | Clasificación Mundial 2002                  | 0     |
| 28-03-2001 | Trieste        | Italia              | 4-0       | Lituania            | Clasificación Mundial 2002                  | 2     |
| 02-06-2001 | Tiflis         | Georgia             | 1-2       | Italia              | Clasificación Mundial 2002                  | 0     |
| 01-09-2001 | Kaunas         | Lituania            | 0-0       | Italia              | Clasificación Mundial 2002                  | 0     |
| 06-10-2001 | Parma          | Italia              | 1-0       | Hungría             | Clasificación Mundial 2002                  | 1     |
| 07-11-2001 | Saitama        | Japón               | 1-1       | Italia              | Amistoso                                    | 0     |
| 13-02-2002 | Catania        | Italia              | 1-0       | Estados Unidos      | Amistoso                                    | 1     |
| 17-04-2002 | Milán          | Italia              | 1-1       | Uruguay             | Amistoso                                    | 0     |
| 18-05-2002 | Praga          | República Checa     | 1-0       | Italia              | Amistoso                                    | 0     |
| 03-06-2002 | Sapporo        | Italia              | 2-0       | Ecuador             | Copa Mundial de Fútbol de 2002              | 0     |
| 13-06-2002 | Ōita           | México              | 1-1       | Italia              | Copa Mundial de Fútbol de 2002              | 1     |
| 18-06-2002 | Daejeon        | Corea del Sur       | 2-1       | Italia              | Copa Mundial de Fútbol de 2002              | 0     |
| 21-08-2002 | Trieste        | Italia              | 0-1       | Eslovenia           | Amistoso                                    | 0     |
| 07-09-2002 | Bakú           | Azerbaiyán          | 0-2       | Italia              | Clasificación Eurocopa 2004                 | 1     |
| 12-10-2002 | Nápoles        | Italia              | 1-1       | Serbia y Montenegro | Clasificación Eurocopa 2004                 | 1     |
| 16-10-2002 | Cardiff        | Gales               | 2-1       | Italia              | Clasificación Eurocopa 2004                 | 1     |
| 20-11-2002 | Pescara        | Italia              | 1-1       | Turquía             | Amistoso                                    | 0     |
| 11-06-2003 | Helsinki       | Finlandia           | 0-2       | Italia              | Clasificación Eurocopa 2004                 | 1     |
| 20-08-2003 | Stuttgart      | Alemania            | 0-1       | Italia              | Amistoso                                    | 0     |
| 06-09-2003 | Milán          | Italia              | 4-0       | Gales               | Clasificación Eurocopa 2004                 | 1     |
| 10-09-2003 | Belgrado       | Serbia y Montenegro | 1-1       | Italia              | Clasificación Eurocopa 2004                 | 0     |
| 18-02-2004 | Palermo        | Italia              | 2-2       | República Checa     | Amistoso                                    | 0     |
| 30-05-2004 | Túnez          | Túnez               | 0-4       | Italia              | Amistoso                                    | 0     |
| 14-06-2004 | Guimarães      | Dinamarca           | 0-0       | Italia              | Eurocopa 2004                               | 0     |
| 18-06-2004 | Oporto         | Italia              | 1-1       | Suecia              | Eurocopa 2004                               | 0     |
| 22-06-2004 | Guimarães      | Italia              | 2-1       | Bulgaria            | Eurocopa 2004                               | 0     |
| 08-09-2004 | Chisináu       | Moldavia            | 0-1       | Italia              | Clasificación Mundial 2006                  | 1     |
| 17-08-2005 | Dublín         | Irlanda             | 1-2       | Italia              | Amistoso                                    | 0     |
| 12-10-2005 | Lecce          | Italia              | 2-1       | Moldavia            | Clasificación Mundial 2006                  | 0     |
| 12-11-2005 | Ámsterdam      | Países Bajos        | 1-3       | Italia              | Amistoso                                    | 0     |
| 16-11-2005 | Ginebra        | Italia              | 1-1       | Costa de Marfil     | Amistoso                                    | 0     |
| 01-03-2006 | Florencia      | Italia              | 4-1       | Alemania            | Amistoso                                    | 1     |
| 31-05-2006 | Ginebra        | Suiza               | 1-1       | Italia              | Amistoso                                    | 0     |
| 02-06-2006 | Lausana        | Italia              | 0-0       | Ucrania             | Amistoso                                    | 0     |
| 12-06-2006 | Hannover       | Italia              | 2-0       | Ghana               | Copa Mundial de Fútbol de 2006              | 0     |
| 17-06-2006 | Kaiserslautern | Italia              | 1-1       | Estados Unidos      | Copa Mundial de Fútbol de 2006              | 0     |
| 26-06-2006 | Kaiserslautern | Italia              | 1-0       | Australia           | Copa Mundial de Fútbol de 2006              | 0     |
| 04-07-2006 | Dortmund       | Alemania            | 0-2       | Italia              | Copa Mundial de Fútbol de 2006              | 1     |
| 09-07-2006 | Berlín         | Italia              | 1-1/5-3   | Francia             | Copa Mundial de Fútbol de 2006              | 0     |
| 07-10-2006 | Roma           | Italia              | 2-0       | Ucrania             | Clasificación Eurocopa 2008                 | 0     |
| 28-03-2007 | Bari           | Italia              | 2-0       | Escocia             | Clasificación Eurocopa 2008                 | 0     |
| 02-06-2007 | Tórshavn       | Islas Feroe         | 1-2       | Italia              | Clasificación Eurocopa 2008                 | 0     |
| 06-06-2007 | Kaunas         | Lituania            | 0-2       | Italia              | Clasificación Eurocopa 2008                 | 0     |
| 22-08-2007 | Budapest       | Hungría             | 3-1       | Italia              | Amistoso                                    | 0     |
| 08-09-2007 | Milán          | Italia              | 0-0       | Francia             | Clasificación Eurocopa 2008                 | 0     |
| 30-05-2008 | Florencia      | Italia              | 3-1       | Bélgica             | Amistoso                                    | 0     |
| 09-06-2008 | Berna          | Países Bajos        | 3-0       | Italia              | Eurocopa 2008                               | 0     |
| 13-06-2008 | Zúrich         | Italia              | 1-1       | Rumania             | Eurocopa 2008                               | 0     |
| 22-06-2008 | Viena          | España              | 0-0/4-2   | Italia              | Eurocopa 2008                               | 0     |
| 20-08-2008 | Niza           | Italia              | 2-2       | Austria             | Amistoso                                    | 0     |
| 10-09-2008 | Údine          | Italia              | 2-0       | Georgia             | Clasificación Mundial 2010                  | 0     |
| Total |                | Presencias          | 91        |                     | Goles                                       | 27    |

### Resumen estadístico
| Competición           | Partidos | Goles | Promedio |
| --------------------- | -------- | ----- | -------- |
| Primera División      | 536      | 213   | 0,40     |
| Segunda División      | 49       | 21    | 0,43     |
| Copas Nacionales      | 62       | 28    | 0,45     |
| Copas Internacionales | 130      | 54    | 0,42     |
| Selección de Italia   | 91       | 27    | 0,30     |
| TOTAL                 | 868      | 343   | 0,40     |

## Palmarés

### Títulos nacionales
| Título               | Club           | País   | Año     |
| -------------------- | -------------- | ------ | ------- |
| Campionato Primavera | Juventus F. C. | Italia | 1993-94 |
| Serie A              | Juventus F. C. | Italia | 1994-95 |
| Torneo de Viareggio  | Juventus F. C. | Italia | 1994    |
| Copa Italia          | Juventus F. C. | Italia | 1994-95 |
| Supercopa de Italia  | Juventus F. C. | Italia | 1995    |
| Serie A              | Juventus F. C. | Italia | 1996-97 |
| Supercopa de Italia  | Juventus F. C. | Italia | 1997    |
| Serie A              | Juventus F. C. | Italia | 1997-98 |
| Serie A              | Juventus F. C. | Italia | 2001-02 |
| Supercopa de Italia  | Juventus F. C. | Italia | 2002    |
| Serie A              | Juventus F. C. | Italia | 2002-03 |
| Supercopa de Italia  | Juventus F. C. | Italia | 2003    |
| Serie B              | Juventus F. C. | Italia | 2006-07 |
| Serie A              | Juventus F. C. | Italia | 2011-12 |

### Títulos internacionales
| Título                 | Equipo (*)          | País   | Año     |
| ---------------------- | ------------------- | ------ | ------- |
| Eurocopa Sub-21        | Selección de Italia | Italia | 1994    |
| Liga de Campeones      | Juventus F. C.      | Italia | 1995-96 |
| Supercopa de la UEFA   | Juventus F. C.      | Italia | 1996    |
| Copa Intercontinental  | Juventus F. C.      | Italia | 1996    |
| Eurocopa Sub-21        | Selección de Italia | Italia | 1996    |
| Copa Intertoto         | Juventus F. C.      | Italia | 1999    |
| Copa Mundial de Fútbol | Selección de Italia | Italia | 2006    |

(*) Incluyendo la selección

### Distinciones individuales
| Distinción                                                     | Año     |
| -------------------------------------------------------------- | ------- |
| Equipo del Año de la European Sports Magazine.                 | 1995-96 |
| Mejor jugador de la Copa Intercontinental.                     | 1996    |
| Trofeo Bravo .                                                 | 1996    |
| Futbolista Más Valioso de la Supercopa de la UEFA.             | 1996    |
| Equipo del Año de la European Sports Magazine.                 | 1996-97 |
| Equipo del Año de la European Sports Magazine.                 | 1997-98 |
| Goleador de la Liga de Campeones de la UEFA.                   | 1997-98 |
| Oscar del Calcio al Futbolista Italiano del Año en la Serie A. | 1998    |
| Oscar del Calcio al futbolista más querido por los fanes.      | 2001    |
| Futbolistas FIFA 100.                                          | 2004    |
| Goleador de la Copa Italia.                                    | 2005-06 |
| Premio Gentleman Nazionale.                                    | 2006    |
| Premio Giuseppe Prisco.                                        | 2006    |
| Goleador de la Serie B.                                        | 2006-07 |
| Premio Golden Foot.                                            | 2007    |
| Capocannoniere de la Serie A.                                  | 2007-08 |
| Oscar del Calcio al mejor goleador.                            | 2008    |
| Premio Nacional a la Carrera Ejemplar «Gaetano Scirea».        | 2008    |
| Oscar del Calcio al Futbolista Italiano del Año en la Serie A. | 2008    |
| Oscar del Calcio al futbolista más querido por los fanes.      | 2008    |
| Pallone d'Argento.                                             | 2008-09 |
| Premio de Oro al Deportista del Año.                           | 2010    |
| Oscar del Calcio por su trayectoria.                           | 2011    |
| Premio Fair Play Novara.                                       | 2011    |
| Globe Soccer Awards                                            | 2011    |
| Gol del Año en la A-League.                                    | 2012-13 |
| Futbolista del Año del Sydney Football Club.                   | 2013    |
| Bota de Oro del Sydney Football Club.                          | 2013    |
| Premio de los Miembros del Sydney Football Club.               | 2013    |
| Equipo del Año de la PFA A-League.                             | 2013    |
| Equipo de la Década de la PFA A-League.                        | 2015    |
| Equipo de la Década del Sydney Football Club.                  | 2015    |
| Salón de la Fama del Sydney Football Club.                     | 2015    |
| Salón de la Fama del fútbol italiano.                          | 2017    |

## Condecoraciones
| Condecoración                                             | Año  |
| --------------------------------------------------------- | ---- |
| Medalla de Bronce al Valor Atlético                       | 1995 |
| Medalla de Bronce al Valor Atlético                       | 1997 |
| Medalla de Bronce al Valor Atlético                       | 1998 |
| Medalla de Bronce al Valor Atlético                       | 2000 |
| Caballero de la Orden al Mérito de la República Italiana. | 2000 |
| Medalla de Bronce al Valor Atlético                       | 2002 |
| Medalla de Bronce al Valor Atlético                       | 2003 |
| Collar de Oro al Mérito Deportivo.                        | 2006 |
| Oficial de la Orden al Mérito de la República Italiana.   | 2006 |

## Actividades extrafutbolísticas

### Beneficencia

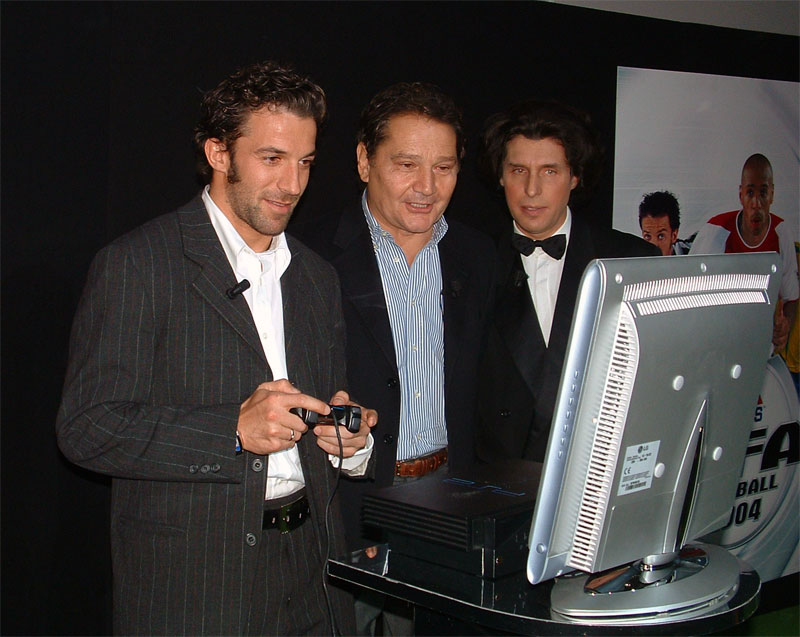
Del Piero durante la presentación del videojuego FIFA Football 2004

El 29 de mayo de 1998, donó su camiseta con el número 10 para que sea subastada, la cual fue vendida en 5,2 millones de liras, destinadas a la «Fundación Niños en Emergencia» presidida por Mino Damato, para la construcción de una escuela y un hogar para niños abandonados y portadores de sida. Ha utilizado su fama y dinero para promover y respaldar la investigación del cáncer, como símbolo de reconocimiento, recibió el premio «Creer en la Investigación» por parte de la Asociación Italiana para la Investigación del Cáncer, en noviembre de 2006. En mayo de 2008, disputó un torneo de golf organizado por Gianluca Vialli para recaudar fondos para la investigación de la esclerosis lateral amiotrófica.
En noviembre de 2008, junto con Gennaro Gattuso y Javier Zanetti fue embajador de la iniciativa «Un gol para la investigación», promovida por la Asociación Italiana para la Investigación del Cáncer en colaboración con la Lega Calcio y TIM, donde todos los encuentros disputados en la Serie A y en la Serie B el 7 y 8 de agosto fueron dedicados a respaldar la investigación de dicha enfermedad. El 1 de abril de 2011 puso en marcha el proyecto Ale10friendsforJapan, que consistió en la creación de un sitio web para vender camisetas con la finalidad de ayudar a las personas afectadas por el terremoto y tsunami de Japón de 2011. La iniciativa terminó el 13 de septiembre de 2011 con una recaudación de 303 880 dólares (alrededor de 221 438 euros).
En ese mismo año participó en un torneo de golf con el fin de recaudar fondos para la unidad de cuidados intensivos neonatales de la clínica Sant'Anna de Turín. En abril de 2014 formó parte de la campaña contra la homofobia Si se puede jugar, puedes jugar, patrocinada por el comité organizador de la Bingham Cup. Al año siguiente, en honor del campeón del mundo de Fórmula 1 Ayrton Senna, Del Piero fue el encargado de inaugurar la exposición «AYRTON» en Turín, abierta entre febrero y mayo de 2015. El dinero recaudado por la venta de entradas fue destinado al Instituto Ayrton Senna. También ha apoyado campañas de la Asociación Italiana de Donantes de Sangre de Cordón Umbilical y para la educación de los niños pobres.

### Publicidad
Del Piero es uno de los futbolistas más buscados por las empresas que quieren hacer publicidad de sus marcas. Ha aparecido en la portada de los videojuegos FIFA Football 2004 y en las versiones italianas de 2006 FIFA World Cup y Pro Evolution Soccer 2010. También ha realizado comerciales de televisión representando a algunas marcas como: Adidas, Bliss, Suzuki, Cepu, Walt Disney, Upper Deck, Pepsi, Fiat y Uliveto e Rocchetta junto con la ex Miss Italia Cristina Chiabotto.